# К
Slovo К (latinica: K) dio je ćirilične abecede. Najčešće predstavlja bezvučni velarni ploziv /k/.
| tiskano | pisano |
| ------- | ------ |
| К к     | К к    |